# 全身性紅斑狼瘡
全身性紅斑狼瘡（英語：Systemic lupus erythematosus，缩写），又称系统性红斑狼疮，简称狼瘡（lupus），是人體免疫系統錯誤地攻擊身體多個部位的健康組織而導致的一種慢性自體免疫疾病。其症状輕重，因人而异。「紅斑狼瘡」這一名稱源自拉丁語的“狼”和“發紅”（erythematosus），因18世紀期間人們相信該疾病是由狼咬所引發。
全身性紅斑狼瘡患者的免疫系統產生自身抗体攻擊自身細胞和組織，導致發炎和組織損害。症狀的嚴重程度因人而異，常見症狀包含关节疼痛和肿胀（關節炎）、發燒、胸痛、脫髮、口腔潰瘍、淋巴結腫大、疲倦及典型的臉部紅疹等等，本疾病的病情會隨病程有所變化，病情較嚴重的時期稱為「發作」（flare），病情較輕微的時期則稱「緩解」。
本疾病的發生率約為每10萬人有20至70例，而台灣約有2萬多人罹患，發病情形以年輕女性為主，病因目前尚未明確。其中適婚年齡的女性的病例數為男性的九倍，罹病的年齡約於15至45歲之間。非裔、加勒比海人及華裔的罹病率較高加索人更高。至於開發中國家的發生率目前仍未知。
造成本疾病的原因尚不明確，目前認為可能與激素、環境因子及遺傳有關。如果同卵雙胞胎之一患病，另一個有24%的機會也會患病。其他可能的潛在危險因子還包含雌性激素、陽光、抽菸、维生素D缺乏症以及其他感染因素。造成疾病的抗體一般為抗核抗体並造成發炎。部分患者不易診斷，需結合患者症狀輔以實驗室檢驗才能確診。除了本疾病以外，還有很多其他類型的红斑性狼疮，包含圓盤狀紅斑狼瘡、新生兒紅斑狼瘡以及亞急性皮膚紅斑狼瘡。根據統計約有50-70%的紅斑性狼瘡患者會出現肺部病變，包括會造成永久性肺部損傷的肺纖維化，約有3~9%的患者併發間質性肺病（SLE-associated interstitial lung disease，SLE-ILD），並增加頸動脈夾層風險。
迄今仍無根治方法，目前使用的治療藥物包含NSAID、皮質類固醇、免疫抑制劑、羟氯喹以及氨甲蝶呤，而替代療法的結果尚無實質幫助。患者預期壽命比一般人短，並有更高風險患上心血管疾病與頸動脈夾層，此亦為患者最常見的死因。現代療法可使80%的患者存活15年以上。罹患此病的孕婦具有較高的風險，但通常仍能夠成功生產。

## 分類
临床表现复杂多样，可分為以下幾種亞型：
1. 全身性狼瘡
2. 亞急性皮膚紅斑狼瘡（Subacute Cutaneous Lupus Erythematosus, SCLE）
3. 圓盤狀紅斑狼瘡（Discoid Lupus Erythematosus, DLE）
4. 深在性紅斑狼瘡（又譯「深部紅斑狼瘡」，lupus erythematousus profundus, LEP）／狼瘡性脂膜炎（lupus panniculitis）
5. 藥物引起之紅斑
6. 新生兒紅斑狼瘡（Neonatal Lupus Erythematosus, NLE）

多数呈隐匿起病，开始仅累及1~2个系统，表现为轻度的关节炎、皮疹、隐匿性肾炎、血小板减少性紫癜等，部分病人长期稳定在亚临床状态或轻型狼疮，部分病人可由轻型突然变为重症狼疮，更多的则由轻型逐渐出现多系统损害；也有一些病人一起病就累及多个系统，甚至表现为狼疮危象。

## 臨床症狀
全身性紅斑狼瘡的并发症有狼疮肾炎（lupus nephritis, LN）和神经精神狼疮（neuropsychiatric SLE, NPSLE）。
- 經常感到疲勞
- 失去食慾
- 輕微感冒
- 感光反應變得強烈敏銳
- 面部出現顴部皮疹
- 口或鼻部潰瘍
- 肌肉疼痛
- 關節炎
- 胸膜炎
- 心包炎
- 手、腳趾血液不流通

## 發病機制
全身性紅斑狼瘡是一種異質性的疾病，好發於女性居多，其特徵包括肺部和腎臟等許多重要器官會受影響。真正的致病機制仍然未知，其根源是多因素的，由基因，自身抗體，免疫複合體，內分泌荷爾蒙，環境因子以及其他一些未知的因子等複雜的交亙反應所造成的。這些因子合作產生顯著T協助細胞和B細胞的活化，引起一些多專一性（polyspecific）抗體的分泌。
多數全身性紅斑狼瘡病人出現自體免疫抗體。這個疾病有可能因為自體抗體和免疫複合物的結合，造成組織損傷。在全身性紅斑狼瘡病人身上常見呼吸道症狀，主要是感染性肺炎、 胸部肋膜積水發炎和肺部血管血栓。

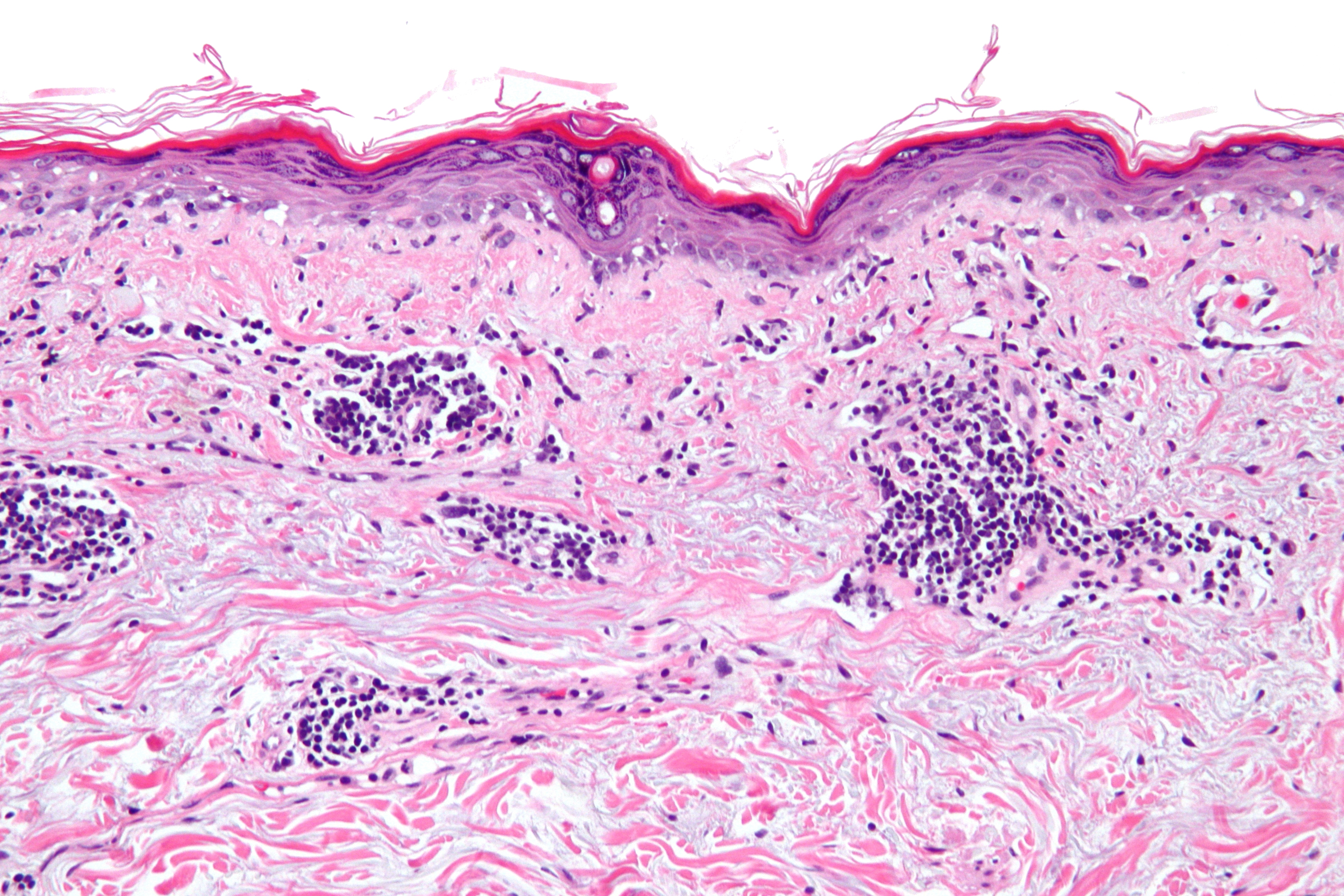
SLE紅斑表面橫切

「紅斑性狼瘡」可能是「抗SS-A/Ro抗體」所導致，但也可能是「抗Sm抗體」、「抗SS-B/ La抗體」等等所導致。目前相信這種疾病是由於案例本身產生自體免疫抗體造成特殊的細胞毒性傷害的一種自體免疫疾病，包括有溶血性貧血，血小板缺少症。有些會形成免疫複合體而形成免疫複合體發炎反應，包括有腎炎，皮膚炎，及中樞神經的發炎反應。
在這複雜的過程中，每一個因子都是必須的，但每一個分子單獨都不足以引起此病的臨床表現，不同因子間的相對重要性則因人而異。陽光裡的紫外線能導致圓盤狀狼瘡的突然發作，甚至也可能引起首度的爆發。疲勞、生產、感染、某些藥物（通常在中斷用藥後即復原）、緊張與壓力、病毒感染、化學物品等等，也可能觸發狼瘡。病人中只有約百分之三十的病人因為對光敏感，必須避免曬太陽，其它大多數病人無須逃避陽光而影響日常社交生活。有些狼瘡會發生在關節處，發病時又腫又痛。情況嚴重時，將影響腦、腎、心等器官的功能。當涉及中樞神經系統時，猝發症、健忘、精神病、抑鬱都可能發生。
诊断口诀：面颊蝴蝶盘状斑，日光过敏关节炎。心包炎症狼疮肺，口腔溃疡肾病变。血液系统四减少，精神症状非少见。免疫标志细测定，抗核抗体最敏感。

## 併發
在一項研究顯示，全身性紅斑狼瘡同時伴有間質性肺病的危險因子包括年紀較大的病人，疾病病程較長，有雷諾氏現象，或是合併有全身性硬化症的病人。
間質性肺病目前已有抗肺纖維化藥物，不止能夠治療過去已取得適應症的特發性肺纖維化外，還能夠延緩持續發生的纖維化，不論肺纖維化的原因為何，皆能使用其藥物延緩疾病病程。經臨床試驗證明，可減少57％的肺功能下降；而該試驗亞洲族群次分析結果中更顯示，可降低74%的急性惡化發生與死亡風險。

## 診斷標準
根據1972及1982年美國風濕醫學會（American Rheumatism Association）標準，凡具有下列十一項準則中的任四項以上，可診斷為紅斑性狼瘡。
1. 面頰有紅斑——臉上之蝶形皮疹（malar rash）
2. 圓盤紅斑（discoid lupus）
3. 陽光過敏（photosensitivity）
4. 口腔潰瘍（oral ulcer）
5. 非糜爛性關節炎（arthritis）
6. 漿膜炎（serositis）包括有肋膜炎或心包膜炎
7. 腎功能障礙，出現蛋白尿或尿中有圓柱體
8. 神經障礙如抽搐或精神病
9. 血液障礙主要是溶血性貧血，網狀血球增多（reticulocytosis），加上下列之一：白血球過少（<4000/mm3）、淋巴球過少（<1500/mm3）、血小板過少（<100000/3）
10. 免疫系統障礙有右列之一：LE（狼瘡）細胞陽性反應、DNA抗體、核酸核蛋白抗體（Anti-Sm）、梅毒血清假陽性反應半年以上
11. 抗核抗體（ANA）陽性反應

## 治療
原则是早发现、早治疗，个体化应用糖皮质激素联合免疫抑制剂治疗。1955年美国食品和药物管理局批准羥氯奎寧，2010年10月批准贝利尤单抗Belimumab，可用於治療全身性紅斑狼瘡的發作及疼痛。
建議全身性紅斑狼瘡患者在接受診斷後即刻進行肺功能檢查，並且定期進行肺功能評估，以監測肺部健康狀況。建議患者每半年接受呼吸道症狀評估（透過聽診後背下肺葉），每隔3-6個月進行肺功能檢測，以及每年進行一次高解析度電腦斷層檢查（HRCT）。及早發現肺纖維化病變，並接受適當治療，可最大限度地保留肺功能，提高生存率和生活品質。因此，建議患者應該關注肺部健康，注意早期診斷和治療，以減少肺部損傷及其對身體健康的不利影響。

## 外部連結
- 風濕病醫學會（Taiwan Rheumatology Association）（页面存档备份，存于）